# Ueber die Tanaceteen: mit besonderer Berücksichtigung der deutschen Arten
Ueber die Tanaceteen: mit besonderer Berücksichtigung der deutschen Arten (abreviado Tanaceteen) es un libro ilustrado con descripciones botánicas que fue escrito por el médico y botánico alemán Carl Heinrich Bipontinus Schultz. Se publicó en el año 1844